# اسکادی (ماه)
اسکادی ‎/ˈskɑːði/‎ یا زحل   XXVII، یک قمر سیارهٔ زحل است که در سال ۲۰۰۰ م. توسط برت گلادمن، کاولار و همکارانش کشف شد و به همین دلیل ابتدا نام موقت S / 2000   س   8 یافت. اسکادی حدود ۸ کیلومتر قطر دارد و در فاصلهٔ متوسط ۱۵٫۵۷۶ GM در ۷۲۵٫۷۸۴ روز از مدار کیوان قرار دارد، در شیب از ۱۴۹ درجه به دائرةالبروج (۱۵۰ درجه به مدار استوایی کیوان)، در یک مخالف‌گرد جهت و با خروج از مرکز از ۰٫۲۴۶. دورهٔ چرخش آن ۱۱٫۱±۰٫۰۲ ساعت است.
اسکادی ممکن است از آوارها و خرابی‌های بزرگی که در مقطعی از تاریخ منظومهٔ خورشیدی، ایجاد شده و با ضربات پی‌در پی که فوبه را خاموش کرده‌اند تشکیل شده‌باشد.
این نام از اساطیر اسکاندیناوی گرفته شده‌است، جایی که اسکادی یک غول‌پیکر و همسر خدای ونیر نیورد است. نام ماه به عنوان اسکادی توسط منابع اولیه، با ⟨d⟩ داده شد به عنوان یک تقریب گرافیکی از ایسلند نامهٔ ⟨ð⟩ ETH. این املایی بود که در سال ۲۰۰۳ اعلام شد. با این حال، اتحادیهٔ بین‌المللی اخترشناسی گروه کاری سیاره‌ای سیستم نامگذاری (WGPSN) تصمیم گرفت در اوایل سال ۲۰۰۵ به جای استفاده از ترجمه ⟨th⟩ شکل صفت «اسکادین» در داستان‌ها یافت می‌شود.